# Подлесный (Новокубанский район)
Подлесный — посёлок в Новокубанском районе Краснодарского края.
Входит в состав муниципального образования «Советское сельское поселение».

## География
Посёлок расположен в центральной части Новокубанского района, на левом берегу реки Уруп. Находится в 3 км от сельского центра станицы Советская, в 41 км к югу от районного центра Новокубанск, в 200 км к юго-востоку от города Краснодар.
Рельеф местности слегка холмистый, с обрывами у поймы реки Уруп и речными балками. Средние высоты на территории посёлка составляют около 280 метров над уровнем моря.

## Население
| 2002 | 2010 |
| ---- | ---- |
| 89   | ↘78  |

Национальный состав
По данным Всероссийской переписи населения 2010 года:
| Народ    | Численность, чел. | Доля от всего населения, % |
| -------- | ----------------- | -------------------------- |
| русские  | 53                | 67,9 %                     |
| черкесы  | 20                | 25,7 %                     |
| украинцы | 4                 | 5,1 %                      |
| другие   | 1                 | 1,3 %                      |
| всего    | 78                | 100 %                      |

## Улицы
- ул. Лесная
- ул. Цветочная